# Mughiphantes ignavus
Mughiphantes ignavus är en spindelart som först beskrevs av Simon 1884.  Mughiphantes ignavus ingår i släktet Mughiphantes och familjen täckvävarspindlar.
Artens utbredningsområde är Frankrike. Inga underarter finns listade i Catalogue of Life.